# Gymnocorymbus
Gymnocorymbus là một chi cá trong họ cá Hồng nhung bản địa của Nam Mỹ, nhiều loài trong chi này rất phổ biến trong các hoạt động buôn bán mậu dịch cá cảnh, chúng được ưa chuông trong các bể thủy sinh. 

## Các loài
Chi này hiện này có 04 loài được ghi nhận trong chi:
- Gymnocorymbus bondi (Fowler, 1911)
- Gymnocorymbus flaviolimai Benine, B. F. de Melo, R. M. C. Castro & C. de Oliveira, 2015 [1]
- Gymnocorymbus ternetzi (Boulenger, 1895) (Black tetra)
- Gymnocorymbus thayeri C. H. Eigenmann, 1908 (False black tetra)